# Show Me Love
Pour les articles homonymes, voir Show Me Love (homonymie).
Singles de Robin S
Luv 4 Luv
(1993)
Show Me Love est une célèbre chanson dance de Robin S. Cette chanson a été reprise plus d'une dizaine de fois par des artistes, groupes, DJ de différents pays près de 20 ans après sa sortie originale.
Sortie initialement en 1990 (l'artiste utilisant alors son patronyme complet, Robin Stone) puis rééditée en 1993, elle est le plus gros succès de Robin S. à ce jour. La chanson est parfois confondue avec celle de  Robyn de 1998,  Show Me Love (même titres et de prénoms similaires), mais ces deux chansons n'ont aucun rapport.
Show Me Love a atteint la première place sur le Hot Dance Club Play chart aux États-Unis, la cinquième sur le Billboard Hot 100 aux États-Unis, et la sixième sur le UK Singles Chart. La chanson est notamment célèbre pour son utilisation du Korg M1 Percussion Organ Preset dans le riff qui est présente partout.
Cette chanson a été remixée de très nombreuses fois au fil des ans. DJ Tonka en fit un remix en 2002. En 2005, Sagi Rei de son album Emotional Songs. La chanson a été également reprise, samplée ou remixée par Michael Mind (2008), Laidback Luke et Steve Angello (2008), Ibiza Music United (2007), Mobin Master, Soulshaker, Mike Candys et Jack Holiday, Andreas Johnson, CrispyDonuts, mais également d'autres artistes. Parmi ceux-ci on peut citer Jason Derülo (2011) qui sample l'instrumental pour le morceau, Don't Wanna Go Home, Sean Finn (2012) reprenant la partie vocale du morceau, Kid Ink et Chris Brown qui rejouent la mélodie pour le tube Show Me, ou encore Sam Feldt (2015) qui en tire un remix ainsi que David Guetta avec Showtek qui sortent une version 2018.

## Liste des pistes
CD-Maxi Rhythm - 1993
1. Show Me Love (Single Edit) - 3:42
2. Show Me Love (Stone Bridge Clubmix) - 6:28
3. Show Me Love (AKA Remix) - 8:42

CD-Maxi ZYX - 1993
1. Show Me Love (Montego Mix) - 6:45
2. Show Me Love (Dub Mix) - 3:30
3. Show Me Love (New York Mix) - 5:51
4. Show Me Love (Maritius Mix) - 4:07

CD-Maxi Ariola - (BMG)	01/03/1997
1. Show Me Love (Radio Mix) - 3:20
2. Show Me Love (Stonebridge Club Mix) - 7:48
3. Show Me Love (Nick Nice Eagle Mix) - 5:34

## Version originale
La version originale est interprétée par Robin S.
| Classement (1993)                          | Meilleure Position |
| ------------------------------------------ | ------------------ |
| Allemagne (Media Control Chart)            | 11                 |
| Autriche (Ö3 Austria Top 40)               | 15                 |
| États-Unis Billboard Hot 100               | 5                  |
| États-Unis Billboard Hot Dance Club Play   | 1                  |
| États-Unis Billboard Hot R&B/Hip-Hop Songs | 7                  |
| France (SNEP)                              | 14                 |
| Pays-Bas (Nederlandse Top 40)              | 13                 |
| Royaume-Uni (UK Singles Chart)             | 6                  |
| Suède (Sverigetopplistan)                  | 10                 |
| Suisse (Schweizer Hitparade)               | 9                  |

## Version de Steve Angello et Laidback Luke
Singles par Steve Angello
La Candela Viva
(2009) Alpha Baguera
(2009)
Singles par Laidback Luke
Down With The Mustard
(2008) Leave the World Behind
(2009)
Le reprise du DJ suédois Steve Angello et hollandais Laidback Luke.

### Classement par pays
| Classement (2009)             | Meilleure Position |
| ----------------------------- | ------------------ |
| Royaume-Uni Classement single | 11                 |
| Royaume-Uni Classement dance  | 1                  |
| France                        | 25                 |